# Mocný vládce Oz
Mocný vládce Oz (v anglickém originálu Oz the Great and Powerful) je americký dobrodružný fantasy film režiséra Sama Raimiho z roku 2013. Jedná se o další filmové zpracování literárního námětu podle předlohy knižní série o zemi Oz Lymana Franka Bauma. Scénář napsali David Lindsay-Abaire	a Mitchell Kapner.
Film vypráví příběh Oscara Diggse, cirkusového kouzelníka s pochybnou morálkou, který je tornádem přenesen do Země Oz, kde se setká se třemi čarodějkami, Theodorou, Evanorou a Glindou. Oscar je považován za mocného čaroděje, který se podle proroctví objeví, aby obnovil pořádek v zemi a zaručil klid a mír jejím obyvatelům. Oscar přitom musí vyřešit problémy s čarodějkami i sám se sebou.

## Obsazení
| Herec                | Role         |
| -------------------- | ------------ |
| James Franco         | Oscar Diggs  |
| Mila Kunis           | Theodora     |
| Rachel Weisz         | Evanora      |
| Michelle Williamsová | Annie/Glinda |
| Tony Cox             | Knuck        |

## Děj
Děj filmu začíná v roce 1905 v americkém Kansasu, kde vystupuje druhořadý kouzelník Oscar Diggs v cirkusu. Po představení ho navštíví v maringotce jeho dívka Annie, která právě obdržela nabídku k sňatku od mladého farmáře z okolí. Annie doufá, že toto sdělení přiměje Oscara k žárlivosti a bude se s ní chtít oženit sám. Ale Oscar ji poradí ať se vdá, protože on má dobrodružnou povahu a proto se pro ženění nehodí. V tom uslyší, že se k maringotce řítí cirkusový zápasník, který se doslechl, že Oscar flirtoval s jeho ženou. Oscar uniká v horkovzdušném balónu, ale je vtažen do tornáda, které ho zanese do magické země Oz. Tam se setká s půvabnou, ale naivní čarodějkou Theodorou, která věří, že Oscar je čaroděj, který má podle proroctví zničit zlou čarodějku, která zabila krále země Oz. Theodora ho doprovází do Smaragdového města a doufá, že si ji Oscar vybere jako svoji partnerku. Po cestě Oscar zachrání kouzelnickým trikem létajícího opičáka Finleyho před lvem. Finley mu za záchranu nabídne své služby a po zbytek cesty nese jeho zavazadlo.
Ve Smaragdovém městě se Oscar seznámí se sestrou Theodory, čarodějkou Evanorou, která mu ukáže zlatý poklad. Řekne mu, že ho získá jen tehdy pokud je zbaví zlé čarodějnice, která žije v Temném lese. Musí zničit její hůlku, zdroj její síly. Při cestě do lesa Oscar a Finley prochází kolem poničené Porcelánové vesnice. Tam objeví malou Panenku, která naříká, protože zlá čarodějnice rozbila její domov a přitom pochroumala i její nohy a ona nemůže chodit. Oscar má ve své brašně lepidlo a nohy jí spraví. Panenka se hned rozhodne , že je bude na jejich cestě za zlou čarodějnici doprovázet. Když se dostanou do lesa a získají hůlku, zjistí že "zlá čarodějnice" je ve skutečnosti Glinda, hodná čarodějka, dcera zesnulého krále a zlá čarodějnice je Evanora. Oscar je při setkání s Glindou překvapen, že je velice podobná Annie, kterou opustil v Kansasu. Glinda přenáší Oscara a jeho doprovod do jejího království na jihu Země Oz. Mezitím Evanora ve Smaragdovém městě pozoruje v křišťálové kouli útěk Oscara s Glindou a vysílá za nimi svoji armádu a létající monstra. Theodora pochopí, že Evanora je tou zlou čarodějnicí a netají se svou lítostí nad tím, že ji Oscar podvedl a uprchl s Glindou. Evanora ji na zlomené srdce nabízí kouzelné jablko. Když si z něj Theodora ukousne, její lítost se změní ve zlobu a ona se promění v nebezpečnou zelenou čarodějnici, létající na koštěti.
Ve svém království představí Glinda všem obyvatelům Oscara jako mocného čaroděje, který je přišel zachránit před zlými silami. Sama ale brzy pochopí, že Oscar není tím za koho ho mají. Přesto mu důvěřuje a snaží se Oscara přesvědčit, aby se pokusil nezklamat důvěru lidí. Oscar se nejprve zdráhá a nevěří si, ale když uspává Panenku, vzpomene si na "čaroděje" Edisona a dostane nápad. Lidé v království jsou všeumělové a dokáží vyrobit cokoliv. Nejprve tak vyrobí umělou armádu ze slámy, kterou posunují po Makovém poli ke Smaragdovému městu. Obě čarodějnice proti nim vyšlou svá létající monstra, která se nadýchají makové vůně a odpadnou. Oscar nechá také vyrobit promítací přístroj se zvětšovacím objektivem a s jeho pomocí promítne svůj zvětšený obraz v trůnním sále Smaragdového města. Za pomoci kouřových efektů, zesíleného hlasu a ohňostroje vytvoří dokonalou iluzi mocného a nezničitelného čaroděje. Zastraší tím zlé čarodějnice Evanoru a Theodoru, které nenávratně prchnou ze země. Oscar s Glindou se mohou rozhodnout, zda se vrátí do reality, nebo zůstanou v říši fantazie.

## Kritiky
Věršina kritiků ohodnotila film jako typicky disneyovský produkt, který postrádá větší umělecké ambice. Film nepřichází s originálním námětem, je pouze prequelem pohádkového muzikálu režiséra Victora Fleminga Čaroděj ze země Oz z roku 1939. Mocný vládce Oz používá především digitální triky a 3D podívanou, která otevírá bránu do světa fantazie dětí i dospělých. Film se nesnaží přijít s novým přístupem k popkulturnímu mýtu Čaroděje ze země Oz, tak jako se o to pokoušel Čaroděj režiséra Sidneyho Lumeta z roku 1978, který představil moderní černošskou variaci původního příběhu.

## Ocenění
- 2013 Phoenix Film Critics Society (nejlepší rodinný film)